# 10424 Gaillard
10424 Gaillard (1999 BD5) là một tiểu hành tinh vành đai chính được phát hiện ngày 20 tháng 1 năm 1999 bởi Khảo sát tiểu hành tinh OCA-DLR ở Caussols.